# Ethnologische Sammlung der Universität Göttingen

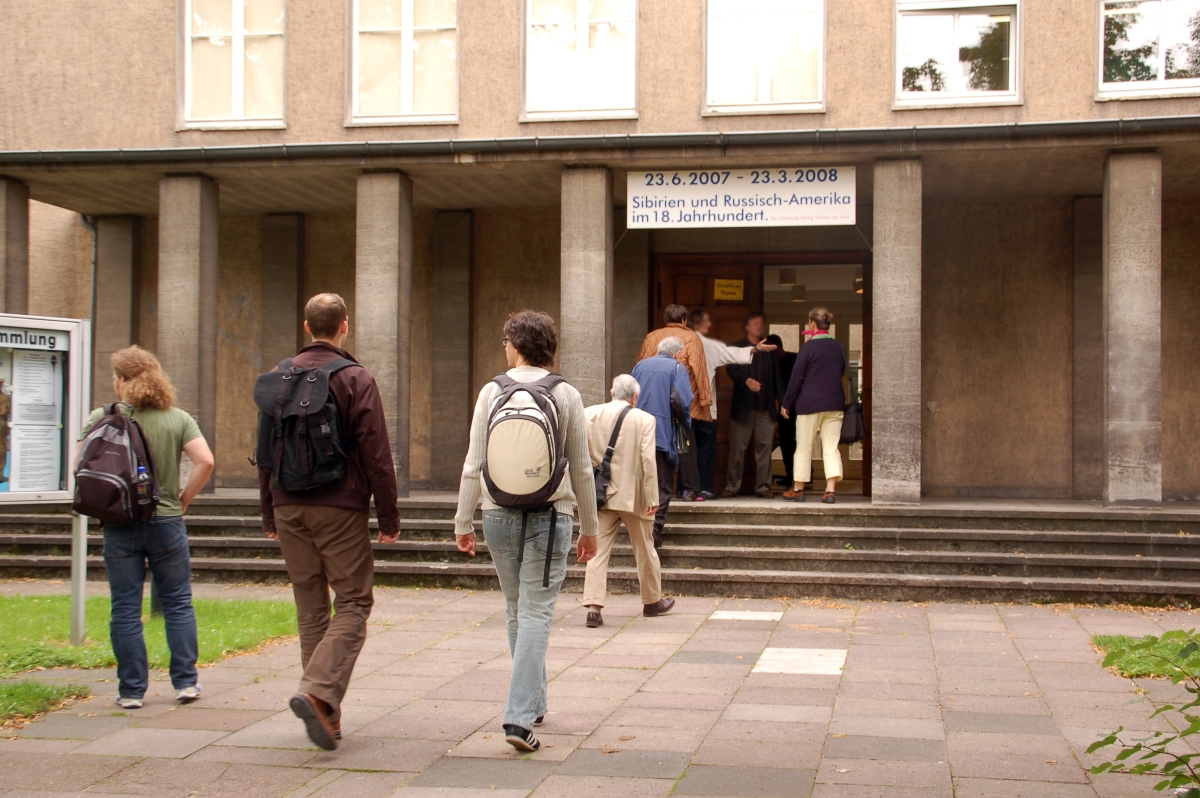
Sammlung für Völkerkunde

Die Ethnologische Sammlung der Universität Göttingen (auch Sammlung für Völkerkunde) am Institut für Ethnologie der Georg-August-Universität Göttingen ist eine bedeutende ethnologische Einrichtung in Deutschland. Träger ist das Land Niedersachsen.
Der Naturforscher Johann Friedrich Blumenbach brachte im 18. Jahrhundert die Cook-Forstersammlung und die Sammlung Baron von Asch nach Göttingen. Hans Hermann Plischke wurde 1926 mit der Aufbereitung der Ethnologischen Sammlung beauftragt. 1933 wurde das „Seminar für Völkerkunde und Ethnographische Sammlung“ eingerichtet.
Das eigenständige Institut mit Museum konnte 1936 erstmals eröffnen, blieb aber immer wieder für die Öffentlichkeit geschlossen. Die Ausstellungsfläche beträgt heute etwa 300 m² auf zwei Etagen, die Sammlung beinhaltet etwa 17.000 Exponate. Am 6. Februar 2000 wurde die Dauerausstellung wiedereröffnet und war sonntags für Besucher geöffnet. Seit 2018 ist die Sammlung wieder geschlossen und eine Wiedereröffnung ist noch nicht in Sicht.
Schwerpunkte sind die Südsee mit der Cook-Forstersammlung (Hawaii, Tahiti, Tonga und Neuseeland) sowie Sibirien und Polarregion mit der Sammlung Baron von Asch.